# Gmina Markaryd
Gmina Markaryd (szw. Markaryds kommun) – gmina w Szwecji, w regionie Kronoberg, siedzibą jej władz jest Markaryd.
Pod względem zaludnienia Markaryd jest 226. gminą w Szwecji. Zamieszkuje ją 9636 osób, z czego 50,02% to kobiety (4820) i 49,98% to mężczyźni (4816). W gminie zameldowanych jest 632 cudzoziemców. Na każdy kilometr kwadratowy przypada 18,57 mieszkańca. Pod względem wielkości gmina zajmuje 170. miejsce.